# Lathyrus anhuiensis
Lathyrus anhuiensis är en ärtväxtart som beskrevs av Y.J.Zhu och R.X.Meng. Lathyrus anhuiensis ingår i släktet vialer, och familjen ärtväxter. Inga underarter finns listade i Catalogue of Life.